# Ljubešivský rajón
Ljubešivský rajón (ukrajinsky Любешівський район) byl rajón ve Volyňské oblasti na Ukrajině. Hlavním městem byl Ljubešiv a rajón měl přibližně 36 tisíc obyvatel. 

## Sídla v rajónu
- Ljubešiv